# Cixiosoma caliginosum
Cixiosoma caliginosum är en insektsart som beskrevs av Ronald Gordon Fennah 1964. Cixiosoma caliginosum ingår i släktet Cixiosoma och familjen kilstritar. Inga underarter finns listade i Catalogue of Life.